# Votorama
O Votorama foi um site criado pela MTV Brasil especialmente com o intuito de promover vários tipos de votações sobre diversos assuntos. As listas são criadas pelos próprios usuários e, alguns, pela equipe de produção da emissora. O site fez parte do Portal MTV.